# Synagogue de Faulquemont
La synagogue de Faulquemont est une synagogue située dans la commune française de Faulquemont dans le département de la Moselle dans le Grand Est.
Elle a été construite en 1962, car la vieille synagogue construite en 1900 a été détruite par les forces d'occupation allemandes en 1940.
La synagogue de l'avenue André Viaud n'est plus utilisée pour le culte depuis des années. 

## Images

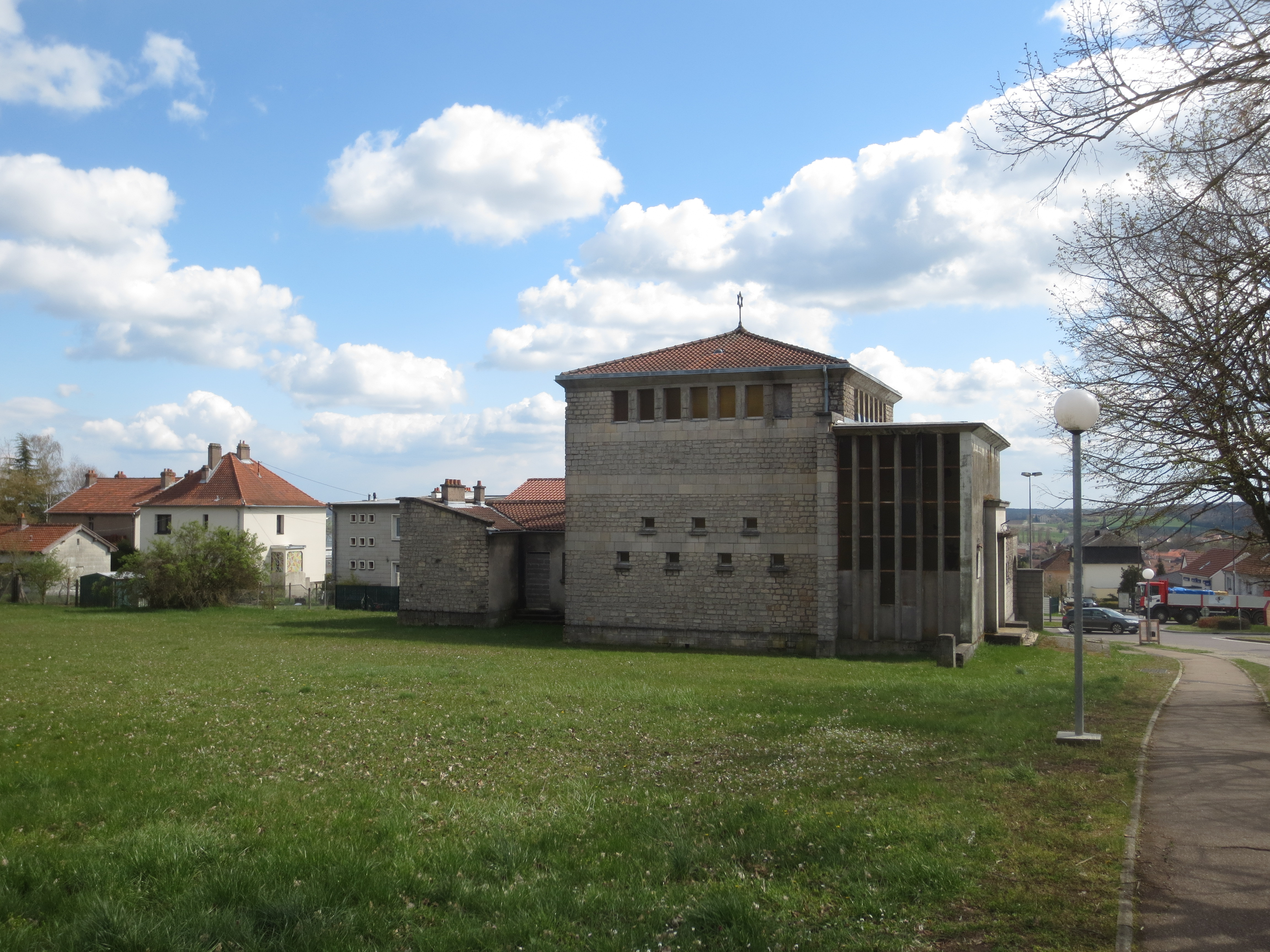
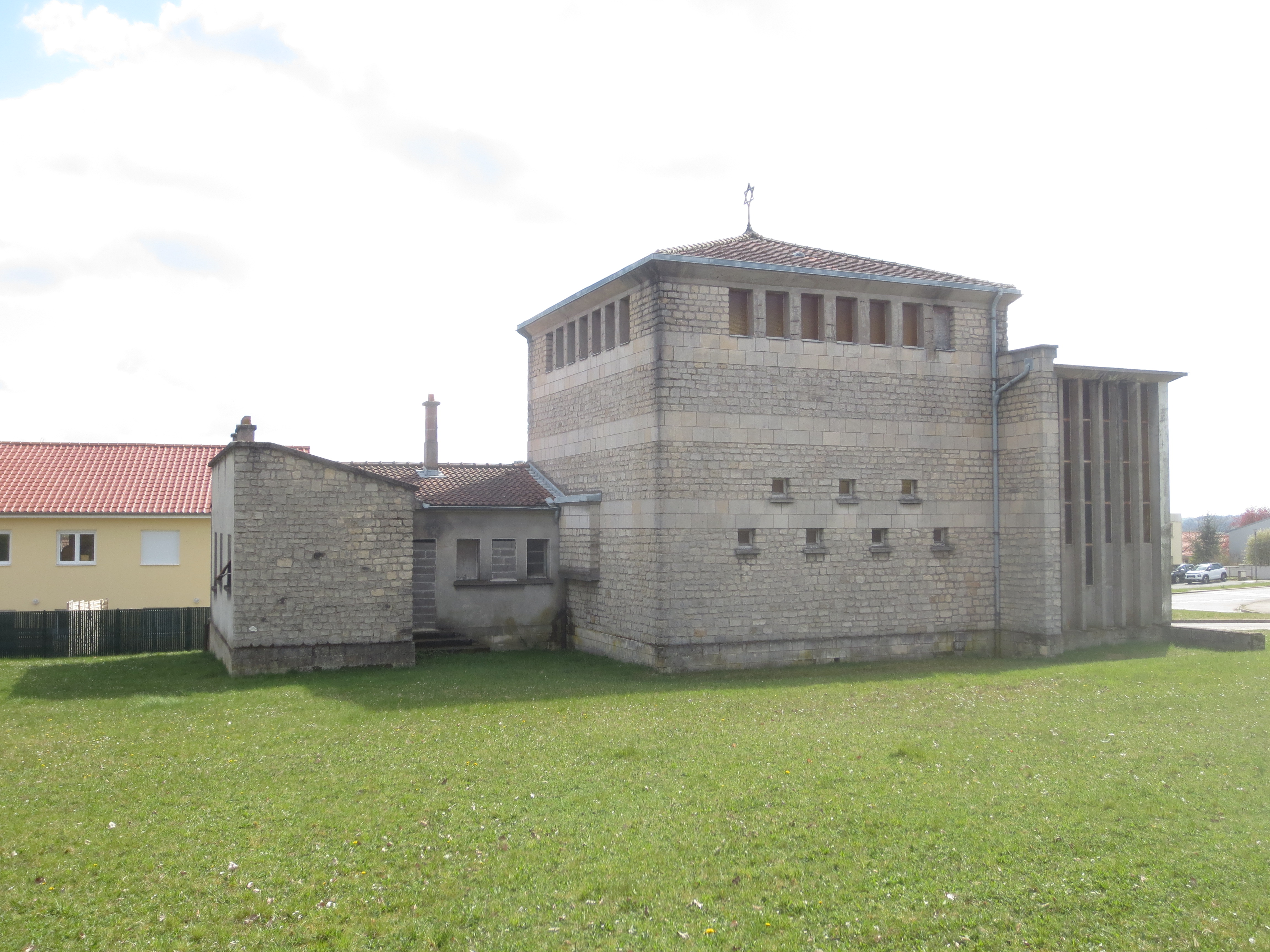
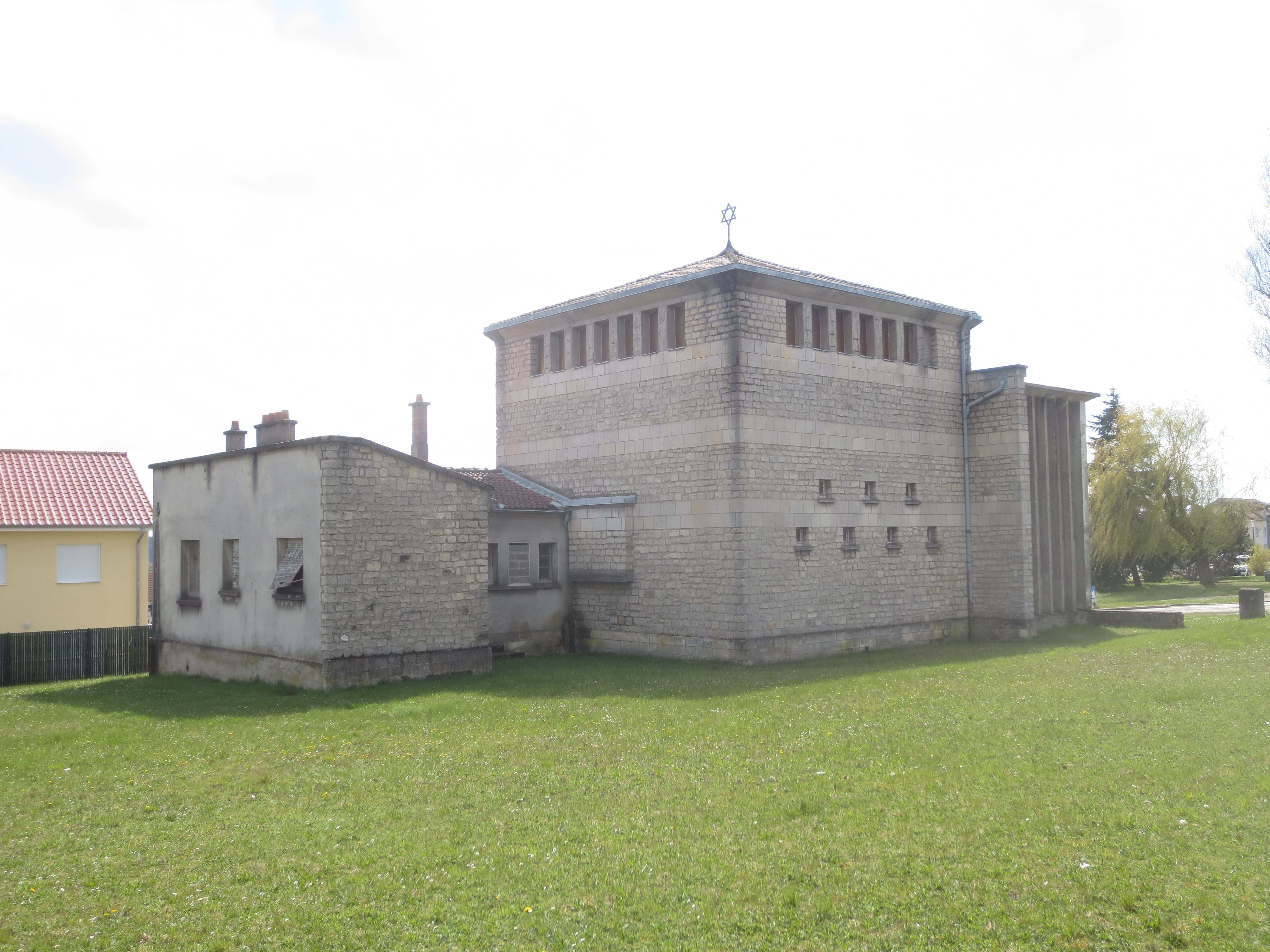
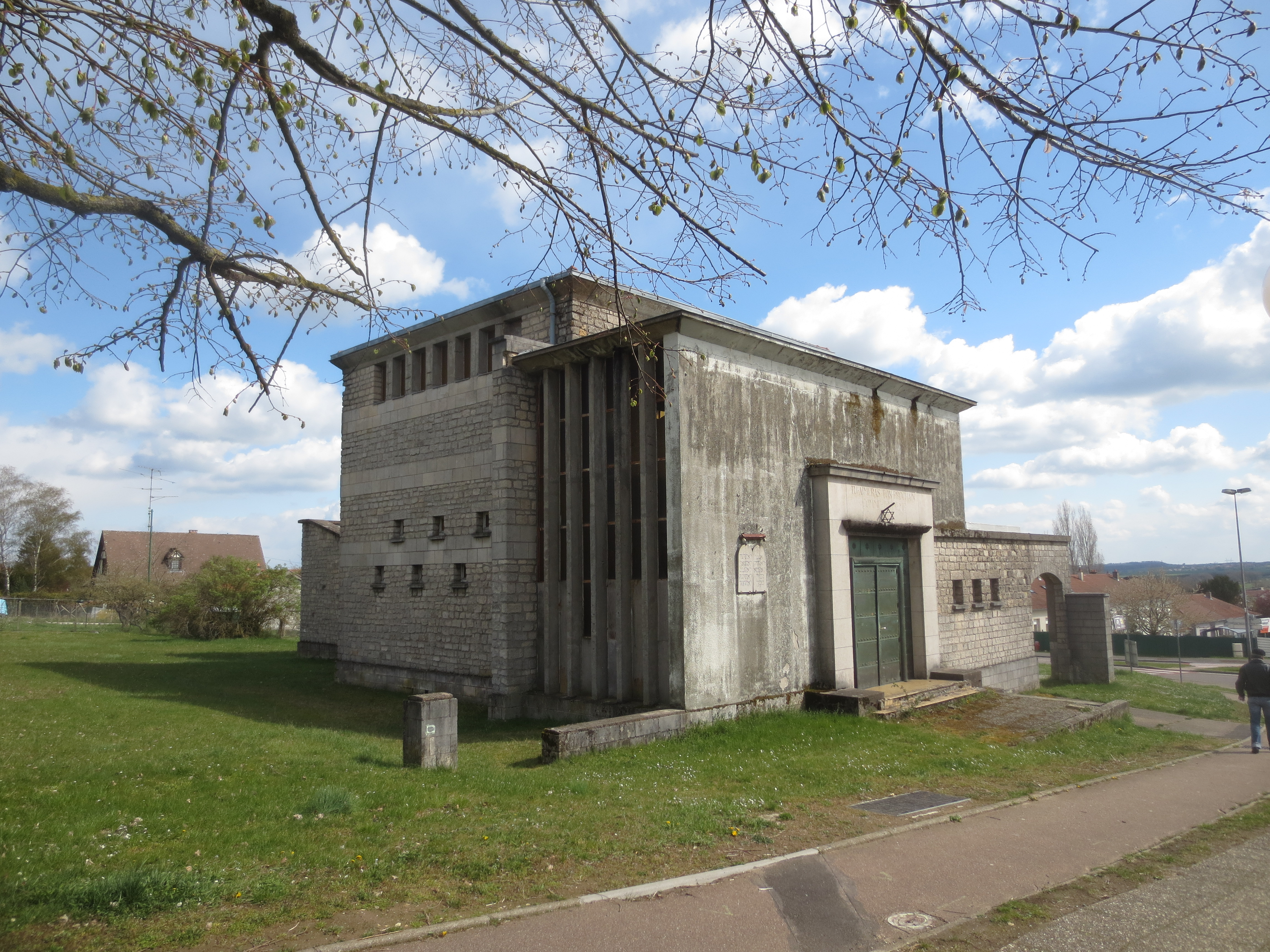
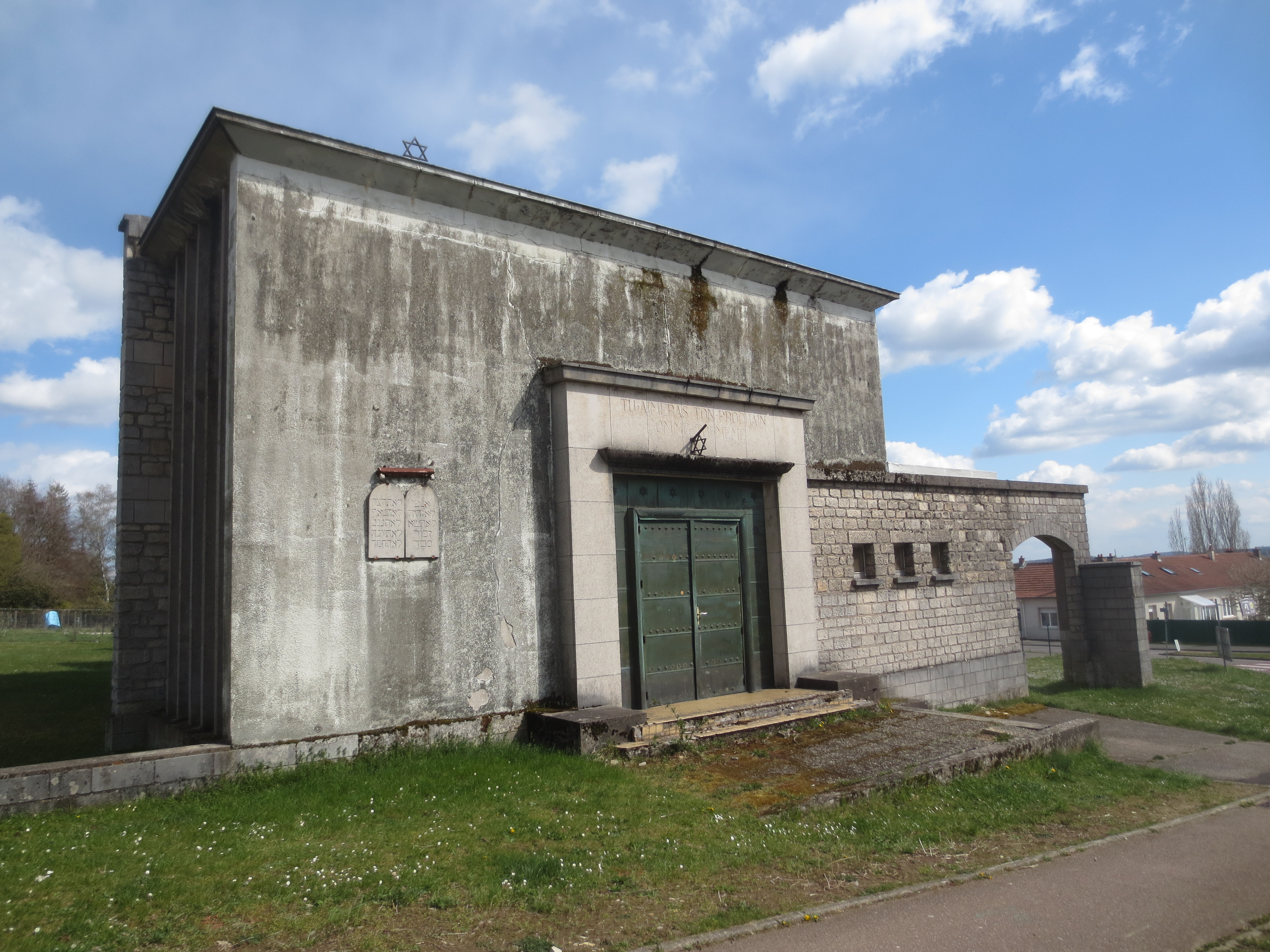
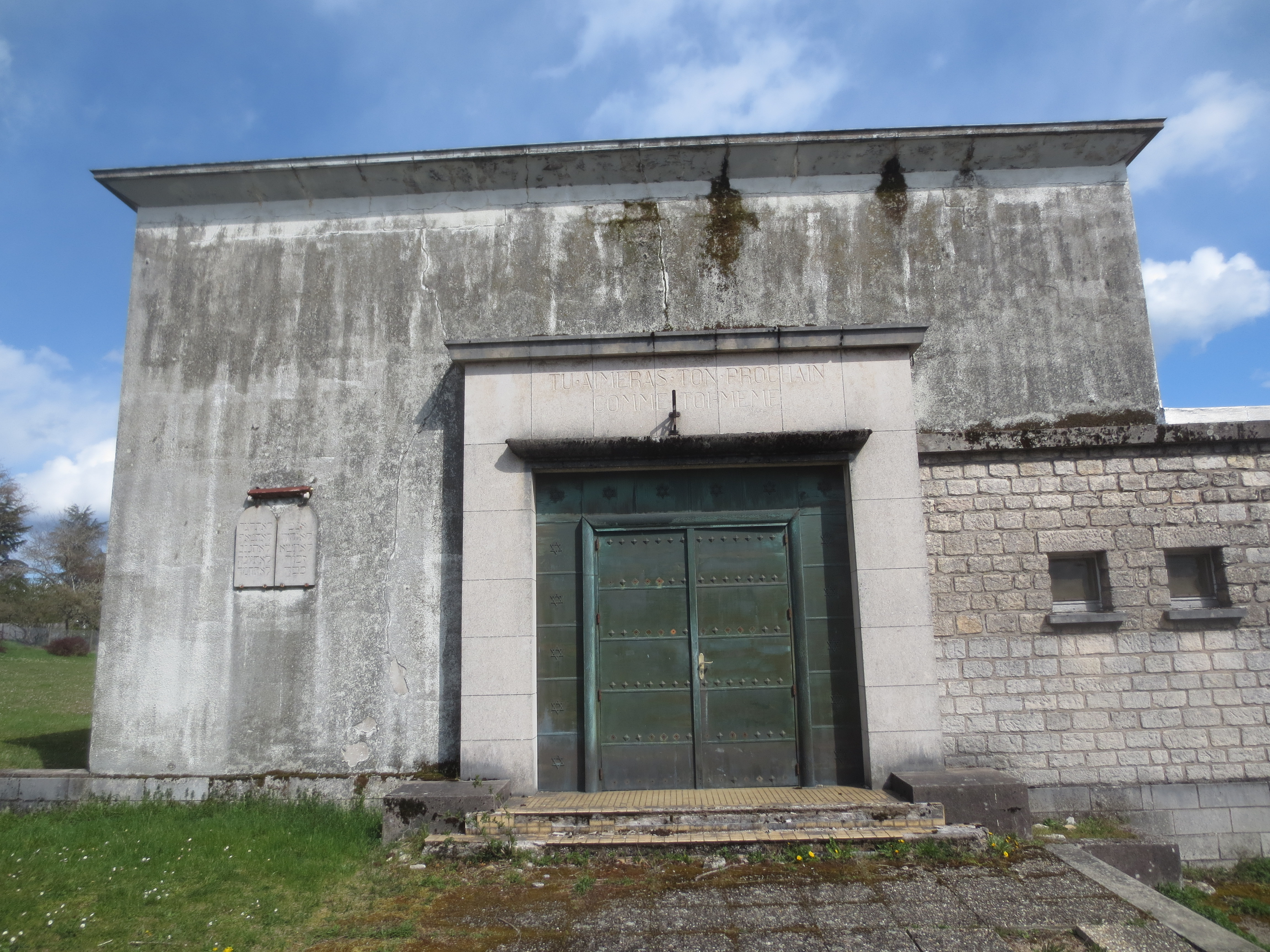
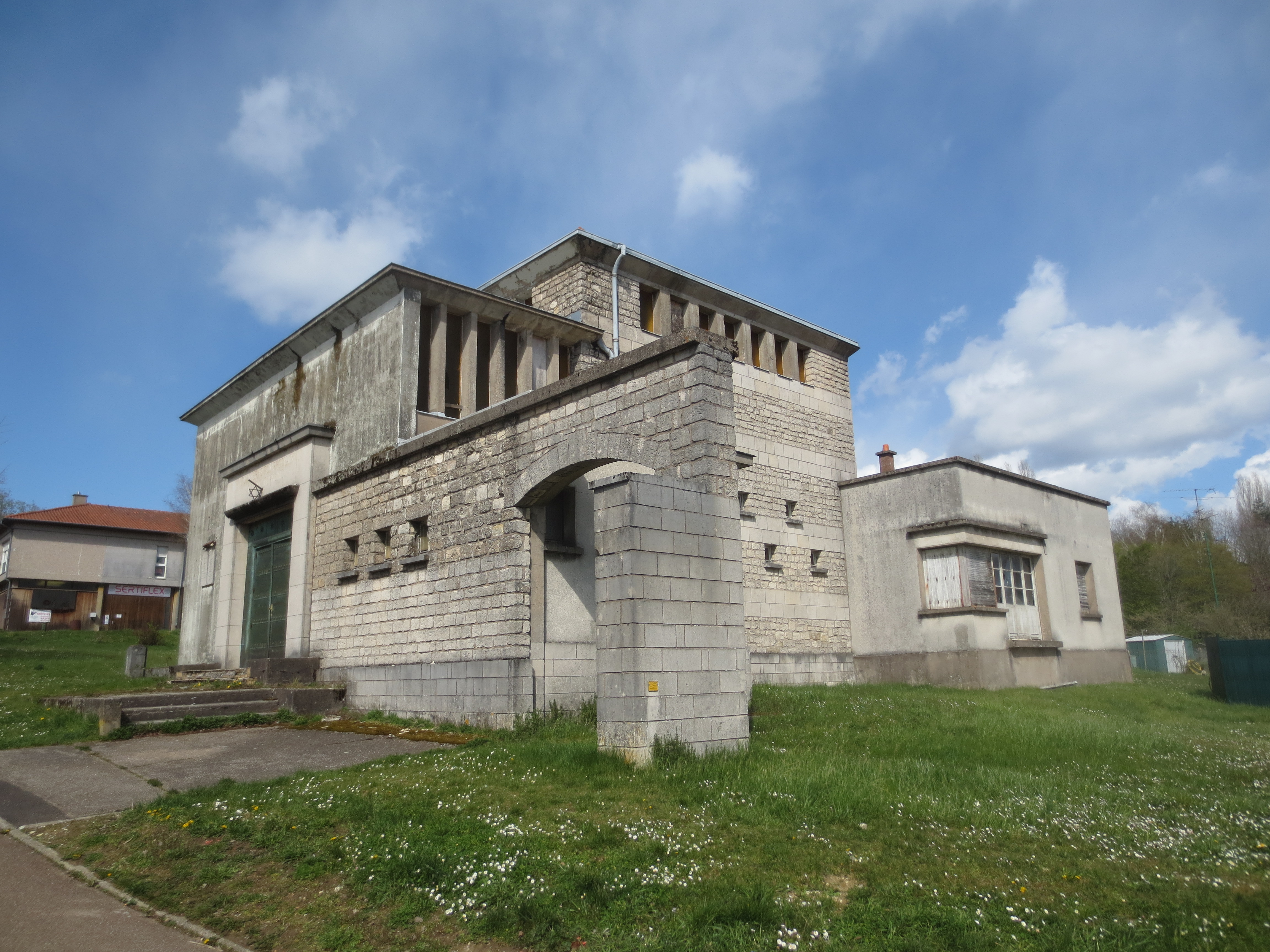
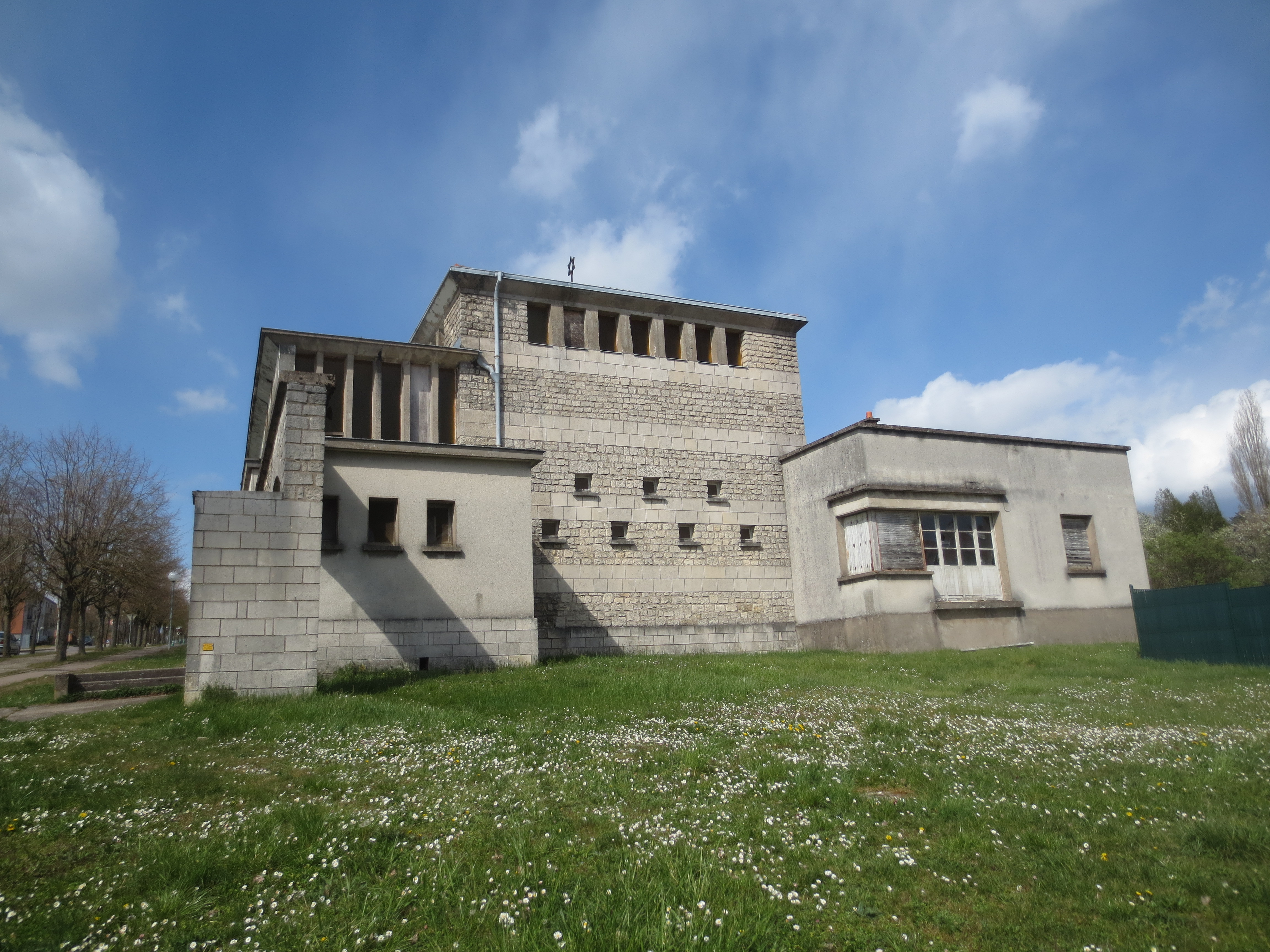